# Severînivka, Berezivka
Severînivka (în ucraineană Северинівка, în germană Severinovka) este un sat în comuna Ivanivka din raionul Berezivka, regiunea Odesa, Ucraina. Satul a fost locuit de germanii pontici.

## Demografie
Componența lingvistică a localității Severînivka
     Ucraineană (94,82%)
     Rusă (4,34%)
     Alte limbi (0,83%)
Conform recensământului din 2001, majoritatea populației localității Severînivka era vorbitoare de ucraineană (94,82%), existând în minoritate și vorbitori de rusă (4,34%).